# Don Don
Don Don è un singolo dei cantanti portoricani Daddy Yankee, Anuel AA e Kendo Kaponi.

## Tracce
1. Don Don – 4:38